# Constance Stuart Larrabee
Constance Stuart Larrabee (ur. 7 sierpnia 1914, zm. 27 lipca 2000) – połúdniowoafrykańska fotografka i fotoreporterka znana z jej zdjęć Południowej Afryki i fotoreportaży z okresu II wojny światowej z Europie. Była pierwszą korespondentką wojenną RPA.

## Wczesne lata
Constance Stuart urodziła się 7 sierpnia 1914 roku w angielskiej Kornwalii, by później w wieku trzech miesięcy przenieść się z rodzicami do Kapsztadu w Południowej Afryce. Mieszkała nad kopalnią cyny na północy Transwalu, gdzie jej ojciec pracował jako inżynier górniczy.
Rodzina przeprowadziła się do Pretorii w 1920, gdzie Constance spędziła większość swojego dzieciństwa. Jej zainteresowanie fotografią zaczęło się w 1924, kiedy to Stuart otrzymała w prezencie na dziesiąte urodziny aparat Brownie firmy Kodak. W 1930 podczas Tygodnia Osiągnięć Chłopców i Dziewcząt pokazała osiem wykonanych przez siebie zdjęć na Wystawie Towarzystwa Rolniczego w Pretorii, czym wygrała pierwsze miejsce w kategorii fotograficznej.
Constance wróciła do Anglii w 1933, aby podjąć naukę na Politechnicznej Szkole Fotografii na Regent Street w Londynie. W tamtym czasie była praktykantką w dwóch profesjonalnych studiach portretowych, pod kierunkiem Yevonde Middletona, fotografa społecznego z Berkley Square, i Yvonne, profesjonalnej fotografki teatralnej z Soho. Stuart przeniosła się do Monachium w 1935 roku, aby kontynuować studia w Bawarskim Państwowym Instytucie Fotografii. To właśnie podczas swojej edukacji w Monachium zapoznała się z aparatem Rolleiflex, którego używała do końca swojej kariery. Porzuciła też swój romantyczny i malarski styl na rzecz prostej fotografii czarno-białej.

## Kariera
Po powrocie do Republiki Południowej Afryki w 1936 roku, artystka założyła w Pretorii Studio Portretowe Constance Stuart. Stała się uznaną portrecistką i sfotografowała wielu czołowych mężów stanu, generałów, artystów, pisarzy, przedstawicieli społeczeństwa i teatralnych osobowości tamtego okresu. W 1946 roku otworzyła drugie studio w Johannesburgu.
W latach 1937–1949 Stuart rozwijała swoje życiowe zainteresowanie dokumentacją zanikających kultur etnicznych Republiki Południowej Afryki: ludów Ndebele, Buszmenów, Lobedu, Zulu, Suazi, Sotho i Transkei. Niektóre z materiałów zebrała podczas wizyty brytyjskiej rodziny królewskiej w RPA w 1947 roku. Constance została oficjalnym fotografem królewskiej podróży, która odbyła się przez Basutoland (Lesotho), Suazi i Beczuan (Botswanie), trzy ówczesne brytyjskie protektoraty w RPA. Stuart fotografowała członków plemion przebranych na tę okazję w ich rodzime stroje. Wystawiła te zdjęcia, jak i wiele podobnych, w Pretorii, Johannesburgu i Kapsztadzie, co doprowadziło do mianowania jej jako pierwszej korespondentki wojennej w RPA dla magazynu Libertas.
W latach 1945–1955 Stuart służyła w Egipcie, we Włoszech, Francji i Anglii w ramach 7. Armii Stanów Zjednoczonych i 6. Dywizji Południowoafrykańskiej we włoskich Apeninach. Chociaż została zatrudniona tylko do fotografowania południowoafrykańskich żołnierzy w armii, Stuart znacznie wykazała więcej inicjatywy fotografując wojska amerykańskie, francuskie, brytyjskie i kanadyjskie, a także swoich południowoafrykańskich rodaków. Fotografowała też cywilów napotkanych przez żołnierzy w drodze do Niemiec, a także zdewastowane wioski, miasteczka i miasta na ich drodze. Jako korespondentka wojenna Stuart często była trzymana z daleka od frontu przez wiele dni, a ponieważ była kwaterowana oddzielnie od swoich współpracowników, warunki, w których musiała żyć, były często niewygodne. Wszystko jednak akceptowała ze spokojem i jako nieunikniony element wojny, szybko więc zyskała szacunek otaczających ją ludzi. Jeden ze współpracowników napisał: „Constance Stuart… z poruszania się po frontach stworzyła sztukę. Widziała więcej wojny niż jakakolwiek inna kobieta, którą spotkałem.”
Chociaż nie wolno jej było prowadzić dziennika na froncie, Stuart zebrała swoje fotograficzne notatki i listy w pamiętniku o nazwie Jeep Trek, który opublikowany został w 1946 roku.
Kiedy wróciła do Republiki Południowej Afryki w 1945 roku, zaczęła podróże po całym kraju, wystawiając wiele z fotografii wojennych, jak i swoje przedstawienia ludów plemiennych RPA. W 1948 roku Partia Narodowa doszła do władzy w Południowej Afryce i wprowadziła politykę ścisłej segregacji rasowej. W następnym roku Stuart wyjechał z Południowej Afryki do Ameryki.

## Późniejsze lata
Podczas pobytu w Nowym Jorku Stuart odnowiła znajomość ze starym przyjacielem, Sterlingiem Larrabee, którego poznała podczas wojny, kiedy był amerykańskim attaché wojskowy wojskowym w RPA. Ona i Larrabee pobrali się w 1949 roku i przeprowadzili się do Chestertown w stanie Maryland, gdzie Stuart spędzała większość czasu na wychowywaniu nagradzanych w konkursach terierów Norwich. Para spędziła także nieco czasu na wyspie Tanger, której ludzi i miejsca Larrabee zaczął fotografować w 1951 roku.
Mieszkając w Chestertown Stuart rozpoczęła długotrwałą współpracę z Washington College. Wspierała programy artystyczne uczelni, była przewodniczącą Przyjaciół Sztuki Washington College w latach 1983–1984 i pomogła w utworzeniu Centrum Sztuki im. Constance Stuart Larrabee. Jej mąż, Sterling, zmarł w 1975 roku. Constance Stuart Larrabee zmarła 27 lipca 2000 roku w swoim domu w Chestertown w wieku 85 lat.

## Wybrane wystawy
- 1944 – The Malay Quarter. Otwarta przez Noëla Cowarda w Pretorii.
- 1945 – A Tribute: South African 6th Division and the United States 7th Army. Wystawiana w całej Południowej Afryce.
- 1953 – Tribal Women of South Africa w American Museum of Natural History w Nowym Jorku.
- 1955 – Wystawa grupowa: fotografia młodej afrykańskiej dziewczynki malującej sobie twarz została uwzględniona przez Edwarda Steichena w The Family of Man. Museum of Modern Art w Nowym Jorku.
- 1979 – Photographs by Constance Stuart Larrabee, A Retrospective. South African National Gallery, Kapsztad.
- 1982 – Celebration on the Chesapeake. Washington College w Chestertown, Maryland.
- 1984 – Tribal Photographs. Corcoran Gallery of Art w Waszyngtonie i Santa Fe Centre for Photography w Nowym Meksyku.
- 1985 – Wystawa grupowa:The Indelible Image: Photographs of War 1846 to the Present. Corcoran Gallery of Art, Waszyngton. Wystawiona także w The Grey Art Gallery, New York University i The Rice Museum, w Houston, Texas.
- 1986 – Wystawa grupowa: Bon Voyage. Cooper-Hewitt Museum Instytucji Smithsonian, Nowy Jork.
- 1988 – African Profile. Bayly Art Museum na University of Virginia.
- 1989 – Constance Stuart Larrabee: WWII Photo Journal. The National Museum of Women in the Arts w Waszyngtonie.
- 1993 – Chesapeake Bay Reflections. The Chesapeake Bay Maritime Museum w St. Michaels w stanie Maryland.
- 1993 – Witness to a World at War. The Defence Intelligence Agency, Bolling Air Force Base w Waszyngtonie.
- 1993 – Wystawa grupowa: Great Women in Photography. The Kathleen Ewing Gallery w Waszyngtonie.